# Ulrich von Klein
Ulrich August Friedrich Hans von Klein (* 8. Oktober 1822 in Ludwigslust; † 28. April 1893 ebenda) war ein preußischer Generalmajor.

## Leben

### Herkunft
Ulrich war ein Sohn des mecklenburg-schwerinschen Majors der Grenadier-Garde Karl von Klein (1791–1841) und dessen Ehefrau Luise Eleonore Franziska, geborene von Oertzen (1797–1857).

### Militärkarriere
Klein trat am 15. September 1839 als Avantageur in das Leichte Infanterie-Bataillon des Mecklenburgischen Kontingents ein. Er avancierte Anfang Juli 1841 zum Sekondeleutnant, war im April 1844 zur Artillerie kommandiert und stieg bis Mai 1849 zum Premierleutnant auf. Als solcher nahm Klein im gleichen Jahr bei der Niederschlagung der Badischen Revolution an den Gefechten bei Siedelsbrunn, Großsachsen und Gernsbach teil.
Von Januar bis Juni 1850 war Klein zur Gewehrrevisionskommission nach Suhl sowie von November 1852 bis Dezember 1854 als Stallmeister in den Schweriner Marstall kommandiert. Mitte Mai 1857 kehrte er mit der Beförderung zum Hauptmann als Kompaniechef in den Truppendienst zurück. Im Vorfeld des Deutschen Krieges stieg er am 27. März 1866 zum Major und Kommandeur des Jägerbataillons auf. Er führte seinen Verband bei Bayreuth sowie Seybothenreuth und erhielt neben dem Roten Adlerorden IV. Klasse mit Schwertern das Militärverdienstkreuz.
Durch die Militärkonvention wurde Klein am 10. Oktober 1868 als Major und Kommandeur des Jäger-Bataillons Nr. 14 in den Verband der Preußischen Armee übernommen. Mitte Juni 1869 avancierte er zum Oberstleutnant und Ende März 1870 erfolgte seine Versetzung als Kommandeur des Füsilier-Bataillon im 2. Schlesischen Grenadier-Regiments Nr. 11 nach Breslau. Zu Beginn des Krieges gegen Frankreich wurde er in der Schlacht bei Vionville am Kopf verwundet und nach den Schlachten bei Gravelotte und Noisseville übernahm Klein für den gefallenen Kommandeur Karl von Schöning am 9. September 1870 die Regimentsführung. In der Folge nahm er an den Kämpfen bei Artenay sowie vor Metz teil und wurde bei Orleans zweimal verwundet.
Ausgezeichnet mit beiden Klassen des Eisernen Kreuzes wurde Klein nach dem Friedensschluss am 18. August 1871 zum Oberst befördert und zugleich zum Regimentskommandeur ernannt. In dieser Eigenschaft erhielt er im Januar 1875 anlässlich des Ordensfestes den Roten Adlerorden III. Klasse mit Schwertern am Ringe. Im Jahr darauf nahm er am 12. Februar 1876 seinen Abschied mit Pension und der Berechtigung zum Tragen seiner Regimentsuniform. Nach seiner Verabschiedung verlieh ihm Kaiser Wilhelm I. am 16. August 1876 noch den Charakter als Generalmajor. Er starb unverheiratet am 28. April 1893 in Ludwigslust.